# Ярі Отто
Ярі Отто (нім. Yari Otto, нар. 27 травня 1999, Вольфсбург, Німеччина) — німецький футболіст, нападник клубу «Ферль».

## Ігрова кар'єра

### Клубна
Ярі Отто пройшов через систему молодіжних командах клубів зі свого рідного міста Вольфсбург. Перед сезоном 2018/19 футболіст приєднався до клубу Ліги 3 «Айнтрахт» з Брауншвейга. Разом з клубом Отто виходив до Друга Бундесліга але одразу вилітали назад.
Перед сезоном 2022/23 Отто перейшов до іншого клубу Ліги 3 «Ферль». Через рік - влітку 2023 футболіст продовжив контракт з клубом.

### Збірна
У 2016 році в складі юнацької збірної Німеччини Ярі Отто брав участь у юнацькому чемпіонаті Європи в Азербайджані, де команда Німеччини дійшла до півфіналу.